# Puebla de Obando
Puebla de Obando – gmina w Hiszpanii, w prowincji Badajoz, w Estramadurze, o powierzchni 23,65 km². W 2011 gmina liczyła 1944 mieszkańców.
Gmina położona jest w połowie drogi między Cáceres i Badajoz w pobliżu drogi EX-100.